# 东圃站
东圃站是廣州地鐵五號線的車站，位於中國廣東省广州市天河區黃埔大道東東圃二馬路口東侧的地底，於2009年12月28日啟用。

## 車站結構

### 車站樓層
本站共兩層。地面為黄埔大道东、東圃二馬路以及其它建築，地下一層為站廳层；地下二層為5號線月台。
| 地下一层 | 站廳     | 售票機、客服中心、商店、警务室、安检设施 |  |  |
| 地下二层 | 2 站台   | █5号线 滘口方向（下站：車陂南）          |  |  |
|          | 岛式站台 |                                          |  |  |
|          | 1 站台   | █5号线 黄埔新港方向（下站：三溪）        |  |  |

### 站厅

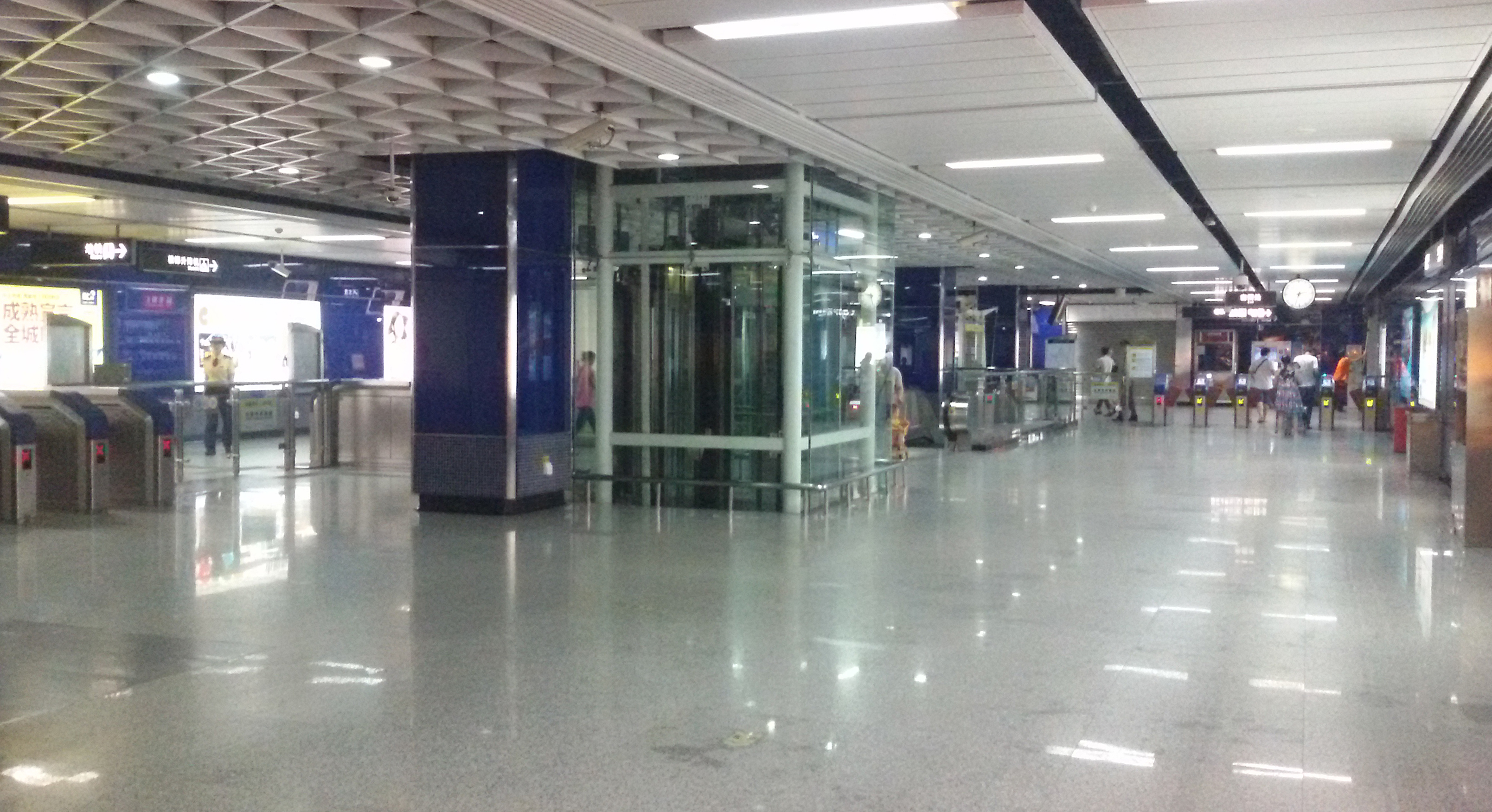
车站站厅

为方便行人进出，东圃站厅中心北侧大部分地方被划分为收费区。站厅收费区设有三台扶手电梯、一组楼梯和一台专用电梯供乘客来往于站厅及月台层。
另外，东圃站设有便利店等小型商铺，亦设有自动售卖机。

### 月台

月台全景图（滘口方向）

东圃站设有一个岛式月台，位于黄埔大道东地底。

### 出入口
东圃站共设置了2个出入口。
|                                                     |                                                           |      |            |                                                      |
| 編號                                                | 设施                                                      | 照片 | 出口指示   | 建議前往的目的地                                     |
| A                                                   | 盲道标志                                                  |      | 黃埔大道東 | 桃园西路、广东海警局、东圃公交车站（东行）           |
| B                                                   | 盲道标志 · 轮椅升降台标志 · 无障碍通道标志 · 扶手电梯标志 |      | 黃埔大道東 | 東圃二馬路、东圃公交车站（西行）、地铁东圃站公交总站 |
| 註： 設有 \| 設有 \| 設有輪椅升降台 \| 設有扶手電梯 |                                                           |      |            |                                                      |

## 接驳交通
| 编号 | 编号 | 线路       | 线路 | 线路   | 收费 | 备注          |
| ---- | ---- | ---------- | ---- | ------ | ---- | ------------- |
|      | 404  | 地鐵东圃站 | ⇆    | 黄村北 | 2元  |               |
|      | 夜64 | 地铁东圃站 | ↺    | 车陂   | 3元  | 404路附属线路 |

| 编号 | 编号 | 线路                 | 线路                 | 线路                 | 收费                 | 备注                 |
| ---- | ---- | -------------------- | -------------------- | -------------------- | -------------------- | -------------------- |
|      | 43   | 已于2025年5月1日停办 | 已于2025年5月1日停办 | 已于2025年5月1日停办 | 已于2025年5月1日停办 | 已于2025年5月1日停办 |
|      | 53   | 宝岗大道             | ⇆                    | 杨桃公园（美林湖畔） | 3元                  |                      |
|      | 218  | 杨桃公园（美林湖畔） | ⇆                    | 中科院化学所         | 2元                  |                      |
|      | 261  | 大坦沙（市1中）      | ⇆                    | 鱼珠                 | 3元                  |                      |
|      | 495  | 玉树新村             | ⇆                    | 琶洲塔公交总站       | 2元                  |                      |
|      | 503  | 杨桃公园（美林湖畔） | ⇆                    | 天河客運站           | 2元                  |                      |
|      | 517  | 天河公交场           | ⇆                    | 石化路               | 2元                  |                      |
|      | 550  | 琶洲保利             | ⇆                    | 东圃珠村             | 2元                  |                      |
|      | B24  | 车陂                 | ⇆                    | 黄埔低空经济创新中心 | 2元                  |                      |
|      | 夜97 | 车陂                 | ⇆                    | 萝岗                 | 4元                  | B24路附属线路        |

## 利用状况
东圃站邻近市区最大的城中村——东圃镇，附近亦有多个工厂以及少数写字楼，因此本站在工作日早晚高峰期有较大的客流。
4号线实施大小交路运行后，因车陂南站会增大换乘客流，本站自该日起在工作日早高峰时段實施客流控制措施；21号线开通后更进一步延长客控时段。目前，本站的客流高峰时段为工作日7时30分至9时20分。

## 历史
东圃站最早於1997年的《廣州市城市快速軌道交通線網規劃研究（最終報告）》中出现，當時的3號綫设置有本站，位置与现时基本一致。2003年方案中，原3號綫易名为5号线，仍设置本站，后本站落实兴建。
随后东圃站在2006年正式动工；2007年1月6日，本站主体结构正式封顶；2009年6月28日，本站三权正式移交营运事业总部；2009年12月28日，5号线正式开通运营，本站正式启用。
2022年年末疫情期间，本站曾受防控措施影响，于11月26日至11月30日下午暂停服务。